# Amager Rundt
|  | Denne artikel eller sektion om sport er forældet eller ikke opdateret. Se artiklens diskussionsside eller historik. |

Amager Rundt er et årligt tilbagevendende motionscykelløb på Amager, som afvikles af arrangøren Amager Cykle Ring (ACR) i samarbejde med Amager Bladet. Løbets deltagerliste består både private, foreninger og virksomheder og inkluderer tre ruter skræddersyet for de øvede, motionisterne og familierne.

## Motionsløbets historie
Amager Bladet fejrede avisens 100 års jubilæum i 1974 med en række forskellige arrangementer i løbet af året. Arrangementerne inkluderede blandt andet et motionsløb rundt om øen, hvor man valgte at inddrage Amagers dengang eneste cykelklub, Amager Cykle Ring. Initiativet bag løbet kom til verden, da Amager Cykle Ring sendte et brev til Amager Bladets daværende chefredaktør i 1972, Claus Arboe Rasmussen, med opfordring til at i fællesskab at arrangere et motionscykelløb i anledning af jubilæet. Amager Bladet sørgede for spalteplads i avisen og dækkede udgifterne i forbindelse med udsendelsen og trykningen af startkort og diplomer, mens Amager Cykle Ring sørgede for arbejdskraften og øvrige materialer. Amager Cykle Rings kasserer, Herbert Helsgaun, har en af hovedkrafterne bag arrangementet sammen med Torben Helsgaun, redaktøren af bladet Amager Rytteren.
Motionsløbet var oprindeligt tænkt som et enkeltstående arrangement, men man valgte at sidenhen at gentage arrangementet til en fast årlig tradition. I årene efter 1974 oplevede motionscykelløbet en stigende succes og toppede med omkring 12.000 registrerede deltagere, hvilket hele Amager bar præg af på selve løbsdagen. Overskuddet fra arrangementerne har gået til Amager Cykle Rings klubkasse og har haft stor betydning på klubbens interne arrangementer. Start og målstedet var i de første mange år ved Amagerværket, men man flyttede i begyndelsen af 1990'erne startstedet til Bella Center (Center Boulevard) og senere til Amager Hallen. Amager Rundt-distancen på 42 km er den klassiske løbsrute, men for at gøre løbet mere attraktivt for eliteryttere og familien Amager blev to alternative distancer indført for nogle år siden. Endvidere blev der indført såkaldte grønne ruter på Vestamager for at dæmme på for gratisterne, som op gennem 1980'erne havde benyttet den klassiske rute til at køre med de betalende deltagere.
Med de mange nye motionstilbud, er Amager Rundt dog deltagermæssigt faldet siden begyndelsen af 1990'erne og kulminerede i et historisk lavt antal registrerede deltagere i 2007. Den 34. version af motionsklassikeren, bestående af tre cykelruter på henholdsvis 21 km, 44 km og 79 km med start fra Amager Hallen i Kastrup, skulle have været afviklet søndag den 3. juni 2007, men blev aflyst tre dage inden afholdelsen grundet for få tilmeldinger (knap 400). Amager Cykle Ring vil forsøge sig med et nyt og anderledes koncept for 2008, men der er frygt for at arrangementet ikke vender tilbage.

### Amager Rundt igennem årene
| Udgave     | Dato                    | Distance(r)  | Start/målsted  | Tilmeldinger  | Bemærkning(er)      |
| 1. udgave  | maj 1974                | 40 km.       | Raffinaderivej |               |                     |
| 2. udgave  | søndag den 11. maj 1975 | 40 km.       | Raffinaderivej | knap 3.000    |                     |
| 3. udgave  | søndag den 9. maj 1976  | 42 km.       | Amagerværket   |               |                     |
| 4. udgave  | maj 1977                | 42 km.       | Amagerværket   | 6.108         |                     |
| 5. udgave  | søndag den 21. maj 1978 | 42 km.       | Amagerværket   | cirka 10.000  |                     |
| 6. udgave  | maj 1979                | 42 km.       | Amagerværket   |               |                     |
| 7. udgave  | søndag den 11. maj 1980 | 42 km.       | Amagerværket   | cirka 8.000   |                     |
| 26. udgave | maj 1999                |              |                | cirka 2.500   |                     |
| 27. udgave | søndag den 14. maj 2000 | 74/38/21 km. | Bella Center   |               |                     |
| 28. udgave | søndag den 20. maj 2001 | 74/38/21 km. | Bella Center   | ca. 1.800     |                     |
| 29. udgave | søndag den 12. maj 2002 | 74/38/19 km. | Bella Center   | 1.330         |                     |
| 30. udgave | søndag den 25. maj 2003 | 82/42/19 km. | Bella Center   | 1.127         | ca. 800 fuldførte   |
| 31. udgave | søndag den 23. maj 2004 | 82/42/21 km. | Amager Hallen  | 1.315         | ca. 1.000 fuldførte |
| 32. udgave | søndag den 22. maj 2005 | 82/42/21 km. | Amager Hallen  | lidt over 900 |                     |
| 33. udgave | søndag den 28. maj 2006 | 82/42/21 km. | Amager Hallen  | knap 1.000    |                     |
| 34. udgave | søndag den 3. juni 2007 | 79/44/21 km. | Amager Hallen  | knap 400      | Aflyst              |

## Ekstern kilde/henvisning
- Amager Rundts officielle hjemmeside